# Wołodymyr Bojko
Wołodymyr Semenowycz Bojko, ukr. Володимир Семенович Бойко (ur. 20 września 1938 w Mariupolu, zm. 10 czerwca 2015 tamże) – ukraiński polityk i przedsiębiorca, poseł do Rady Najwyższej IV, V i VII kadencji, prezes klubu piłkarskiego Illicziweć Mariupol.

## Życiorys
W 1970 ukończył studia inżynierskie w mariupolskim instytucie metalurgicznym. Przez wiele lat był związany z tamtejszym kombinatem metalurgicznym, zaczynając od stanowisk robotniczych. Pod koniec okresu komunistycznego pełnił funkcję zastępcy dyrektora generalnego, zaś od 1990 dyrektora generalnego tego przedsiębiorstwa. Stał się jednym z najbogatszych Ukraińców, jego majątek szacowano na 410–585 milionów dolarów w latach 2012–2013. Jako działacz sportowy był związany z klubem piłkarskim Illicziweć Mariupol, był jego właścicielem i prezesem.
W latach 1993–1994 był społecznym doradcą prezydenta Ukrainy. W latach 1994–2002 zasiadał w Donieckiej Radzie Obwodowej. W 2002 został wybrany na deputowanego z ramienia bloku Za Jedyną Ukrainę, zasiadał we frakcjach prorządowych w tym Partii Regionów. Pod koniec kadencji przeszedł do Socjalistycznej Partii Ukrainy, reprezentował ją w kolejnej kadencji parlamentu (2006–2007). Z ramienia Partii Regionów był ponownie deputowanym w latach 2012–2014.

## Odznaczenia
- Order „Za zasługi” stopnia I (2001), II (1998), III (1997)
- Order Daniela Halickiego (2006)[3]
- Order Księcia Jarosława Mądrego V klasy (2013)